# 김속
김속(학명: Porphyra)은 김파래과에 속하는 해조생물의 분류군이다. 바다의 암초에 이끼처럼 붙어서 자란다. 몸은 긴 타원형 또는 선상 난형이며 가장자리에 주름이 있다. 길이 14-25cm, 나비 5-12cm이며 몸 상부는 적갈색이고 하부는 청록색이다. 몸은 엽상체(葉狀體)이고 몸 하부의 근양사(根樣絲)로 암초 등에 붙는다. 빛깔은 자줏빛 또는 붉은 자줏빛을 띤다.

## 종
64종으로 이루어져 있다.
- 얇은긴잎돌김 P. akasakae
- 쐐기꼴돌김 P. angusta
- P. argentinensis
- P. atropurpurea
- P. augustinae
- P. autumnalis
- P. bulbopes
- P. capensis
- P. ceylanica
- P. chauhanii
- P. corallicola
- P. delicatula
- P. dentimarginata
- P. dioica
- P. drachii
- P. fujianensis
- P. grateloupicola
- P. guangdongensis
- P. inaequicrassa
- P. indica
- P. ionae
- 선홍긴잎돌김 P. irregularis
- P. kanyakumariensis
- P. ledermannii
- P. linearis
- P. lucasii
- P. maculosa
- P. malvanensis
- P. marcosii
- P. marginata
- P. microphylla
- P. monosporangia
- P. mumfordii
- P. njordii
- P. ochotensis
- 오카무라돌김 P. okamurae
- P. okhaensis
- 넓은참김 P. oligospermatangia
- P. plocamiestris
- 꼬인돌김 P. pseudoyezoensis
- P. pujalsiae
- P. pulchra
- P. punctata
- P. purpurea
- P. qingdaoensis
- P. ramosissima
- P. rizzinii
- P. roseana
- P. schistothallus
- P. segregata
- P. tanakae
- P. tenuis
- P. tristanensis
- P. umbilicalis
- P. violacea
- P. vulgaris
- P. woolhouseae

## 성분·이용
김은 탄수화물인 한천이 가장 많이 들어 있으며, 그 외에 헤미셀룰로스·소르비톨·둘시톨 등이 들어 있다. 지방은 거의 없으나 단백질은 30-40% 함유되었다. 특히, 트레오닌·발린·로이신·이소로이신·라이신·메티오닌·페닐알라닌·트립토판 등의 필수아미노산의 함량이 많다. 그리고 카로틴을 많이 함유하고 있어 비타민 A의 좋은 공급원이 된다. 그 밖에 리보플라빈·니아신·비타민C 등도 비교적 많이 함유되어 있다. 김에는 홍색 색소인 푸코에리트로빈이 있어 특유한 빛깔을 내며, 디메틸술파이드에 의하여 독특한 맛과 냄새를 낸다. 특히 감미와 지미(脂味)를 가진 아미노산인 글리신과 알라닌의 함량이 높아 감칠맛을 낸다.

## 김의 생활사
식용으로 먹는 김은 원래 조릿대 잎 같은 모양이며 1층의 세포로 이루어져 있다. 늦가을에서 겨울이 끝날 무렵까지 잘 자라는데, 여름에는 없어진다. 그 몸은 배우체이며, 가장자리 부근에 암수의 생식기관을 만든다. 자성 생식 기관은 영양 세포가 변한 성란기로서 그 속에 1개의 난자가 생기는데, 홍조식물에서는 생란기를 특히 '조과기'라고도 한다.
한편, 웅성 생식기는 장정기인데, 몸을 이루는 영양 세포가 장정기 모세포가 되어 이것이 6회 분열한 결과 총 64개의 정자가 만들어진다. 정자는 편모가 없고 운동성이 없으므로 물의 흐름에 따라서 난세포에 이르게 된다.
수정이 이루어지면 수정란은 곧 3회의 분열을 되풀이하여 총 8개의 포자가 만들어지는데, 이 포자를 특히 '과포자'라고 한다. 과포자는 성숙하면 몸 밖으로 방출되는데, 방출된 과포자는 파도에 밀려 바다 속을 이동하다가, 바다 밑의 조가비나 살아 있는 조개껍질 등에 붙으면 발아하여 조개껍질 속에 실 모양으로 뻗어나간다.
이와 같이, 조개껍질 속으로 뻗은 사상체는 그 상태대로 여름을 보내지만, 그 후 가을이 되어 일조 시간이 짧아지고 해수 온도가 내려가기 시작하면 가지 끝이 부풀어 '각포자낭'이라는 생식기관이 된다. 이 각포자낭이 감수 분열을 하면 얼마 후에 각 포자가 방출되는데, 이것이 김의 그물이나 김대에 붙으면 발아하고 성장하여 우리가 흔히 볼 수 있는 김의 몸체가 되는 것이다. 따라서, 우리가 보는 김의 몸체는 핵상이 N인 배우체이며, 조개껍질에 파고들어 생육하는 사상체는 2N의 핵상을 가진 포자체이다.

## 같이 보기
- 돌김속